# Ibiza-affæren
Ibiza-affæren er en politisk skandale i Østrig, der i maj 2019 førte til et sammenbrud af regeringskoalitionen ÖVP og FPÖ. Udløseren til den politiske affære var offentliggørelsen af en video i en villa på Ibiza i 2017, hvor Heinz-Christian Strache, indtil da vicekansler i den østrigske regering, ledet af Sebastian Kurz, og partiformand for FPÖ, og FPÖ-politikeren Johann Gudenus, indtil da  medlem af Østrigs nationalråd var til stede. I videoen optagelsen tilbød Strache statslige kontakter til en udenlandsk kvinde som opgav at være en velstående, mulig sponsor til partiet. Hun oplyste at være niece til en russisk oligark, men det hele var en falsk forestilling.
Samtalen mellem Strache og kvinden drejede sig blandt andet om skjulte valgkampdonationer til FPÖ, overtagelse af avisen Kronen Zeitung, og mulighederne for at ændre redaktionen til fordel for FPÖ. De talte om en mulig ændring af det østrigske mediesystem og mulighederne for at få partidonationer uden at involvere Østrigs rigsrevision. Alt dette skulle ske mod mulige genydelser fra FPÖ i form af statslige opgaver, hvis partiet vandt valget i 2017. Optagelsen var en fælde, lavet i juli 2017 af ukendte personer. Sagen blev offentliggjort af Der Spiegel og Süddeutsche Zeitung den 17. maj 2019. Skandalen opnåede hurtigt opmærksomhed både nationalt og internationalt. Den følgende dag offentliggjorde Strache og Gudenus deres fratræden fra alle deres politiske poster. Om aftenen erklærede Bundeskanzler Sebastian Kurz efter en samtale med forbundspræsidenten Alexander Van der Bellen enden på koalitionen. 
Et væsentligt element derved var forbundspræsidentens afskedigelse af alle FPÖ ministre. Det fremskudte nyvalg i Østrig blev bekendtgjort til at finde sted i september 2019.